# Village Island
Village Island är en ö i Kanada.   Den ligger i provinsen British Columbia, i den sydvästra delen av landet, 3 700 km väster om huvudstaden Ottawa.
I omgivningarna runt Village Island växer i huvudsak barrskog. Trakten runt Village Island är nära nog obefolkad, med mindre än två invånare per kvadratkilometer.